# Donzac, Tarn-et-Garonne
Donzac är en kommun i departementet Tarn-et-Garonne i regionen Occitanien i södra Frankrike. Kommunen ligger i kantonen Auvillar som tillhör arrondissementet Castelsarrasin. År 2022 hade Donzac 1 039 invånare.

## Befolkningsutveckling
Antalet invånare i kommunen Donzac
| Referens: INSEE |